# Dramma della gelosia
Dramma della gelosia – Tutti i particolari in cronaca is een Italiaanse dramafilm uit 1970 onder regie van Ettore Scola.

## Verhaal
Tijdens een demonstratie ontmoet de metselaar Oreste het bloemenmeisje Adelaide. Hij wordt verliefd op haar en hij besluit zijn vrouw voor haar te verlaten. Bij een bezoek aan een pizzeria krijgt Adelaide echter een pizza in de vorm van een hart met de complimenten van de kok Nello. Hij weet Adelaide daarmee in te pakken. Oreste wordt gek van jaloezie.

## Rolverdeling
| Acteur                  | Personage                                   |
| ----------------------- | ------------------------------------------- |
| Marcello Mastroianni    | Oreste                                      |
| Monica Vitti            | Adelaide                                    |
| Giancarlo Giannini      | Nello                                       |
| Manuel Zarzo            | Ugo                                         |
| Marisa Merlini          | Silvana                                     |
| Hércules Cortés         | Ambleto di Meo                              |
| Fernando Sánchez Polack | Districtleider van de Communistische Partij |
| Gioia Desideri          | Vriendin van Antonia                        |
| Juan Diego              | Zoon van Antonia                            |
| Bruno Scipioni          | Kok                                         |
| Josefina Serratosa      | Antonia                                     |
| Giuseppe Maffioli       | Advocaat                                    |
| Paola Natale            | Bloemenverkoopster                          |
| Brizio Montinaro        | Nachtwaker                                  |